# Vindrac-Alayrac
Vindrac-Alayrac település Franciaországban, Tarn megyében. Lakosainak száma 155 fő (2022. január 1.). Vindrac-Alayrac Amarens, Les Cabannes, Itzac, Labarthe-Bleys, Loubers és Tonnac községekkel határos.

## Népesség
A település népessége az elmúlt években az alábbi módon változott:
| Lakosok száma | 171  | 165  | 162  | 150  | 148  | 149  | 147  | 151  | 155  |
|               | 2013 | 2015 | 2016 | 2017 | 2018 | 2019 | 2020 | 2021 | 2022 |